# Wieża Kleista
Wieża Kleista (niem. Frankfurter Kleistturm) – nieistniejąca już wieża widokowa ufundowana ze środków społecznych i dobrowolnych składek, wybudowana w latach 1891–1892 na najwyższym wzniesieniu ówczesnych Judenberge (60 m n.p.m.) w Dammvorstadt – prawobrzeżnej części Frankfurtu nad Odrą w Cesarstwie Niemieckim (od 1919 roku Republika Weimarska, a od 1933 roku III Rzesza), na terenie obecnego Parku Rozrywki i Rekreacji w Słubicach.

## Historia obiektu
Teren ten był wówczas integralną częścią Frankfurtu nad Odrą a budowniczy pragnęli w ten sposób wyrazić swój szacunek i oddać hołd frankfurckiemu oficerowi armii pruskiej Ewaldowi Christianowi von Kleistowi (1715-1759), śmiertelnie rannemu podczas bitwy pod Kunowicami.
Na dole wieży prosperowała restauracja o nazwie „Kleisthöhe”, obok stały stoliki kawiarniane i drewniana huśtawka. W czasie, gdy lokal był otwarty, na szczycie wieży powiewała flaga (głównie III Rzeszy). Liczba klientów i turystów mocno wzrosła po 1927 roku, kiedy to w okolice stadionu i wieży docierała linia tramwajowa nr 2. Ze szczytu wieży można było obserwować okolicę, w tym w szczególności kompleks ówczesnego Ostmarkstadion (obecnie stadion SOSiR). Budowla została wysadzona 20 lutego 1945 roku przez żołnierzy niemieckich wycofujących się w kierunku Berlina.

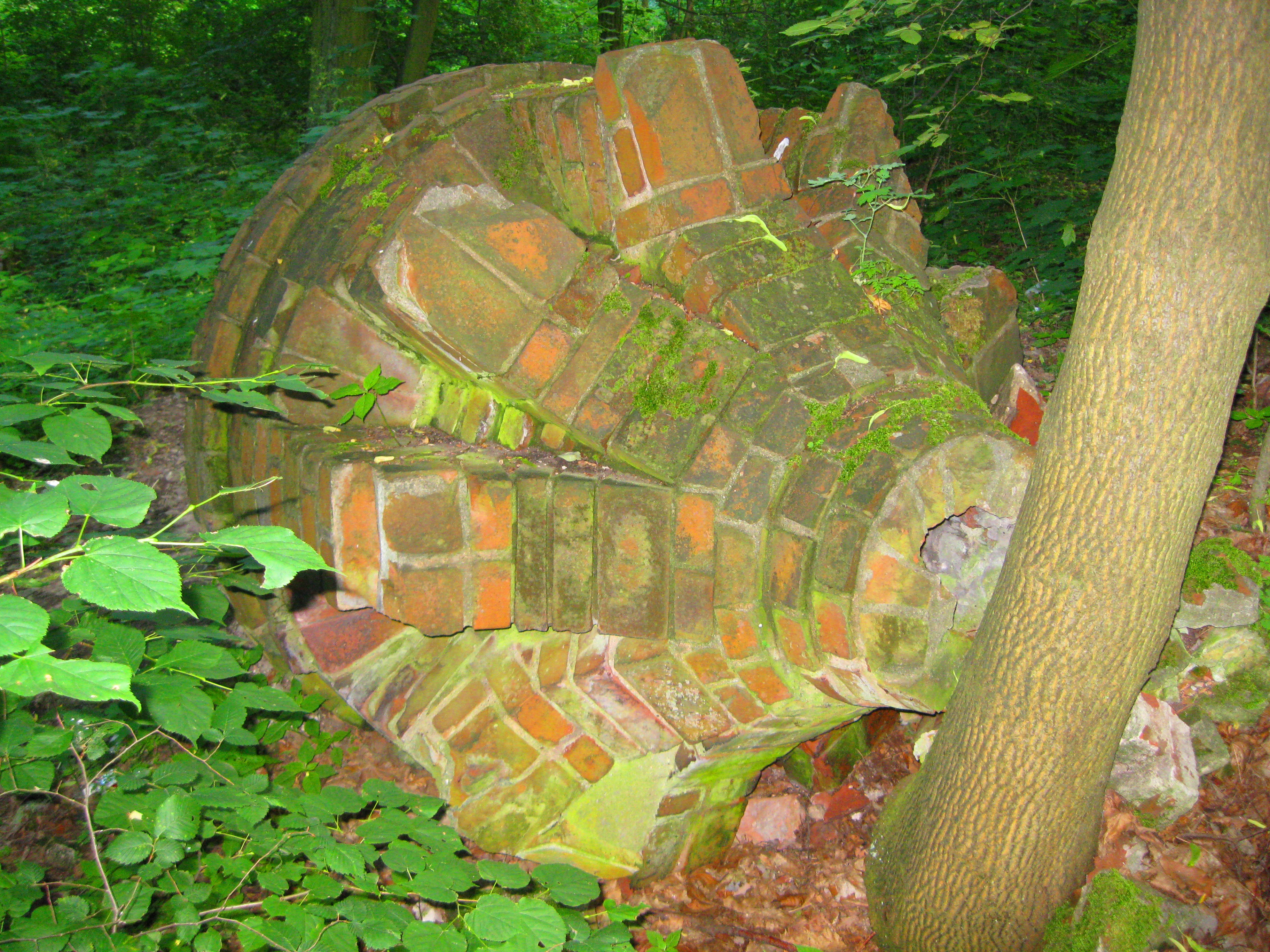
Pozostałości po wieży

Współcześnie po wieży pozostały ruiny. Odbudowa wieży Kleista stała się jednym z celów „Strategii Rozwoju Gminy Słubice na lata 2007–2013”. W 2008 roku Rada Miejska w Słubicach podjęła uchwałę intencyjną w tej sprawie, zobowiązując burmistrza Gminy do podjęcia odbudowy obiektu, jednak po protestach mieszkańców jeden ze słubickich radnych stwierdził, że miało to być tylko symboliczne upamiętnienie miejsca w którym wieża stała. W czerwcu 2012 roku w ramach projektu „Ścieżka edukacyjna po historycznych miejscach Słubic” w okolicach stadionu SOSiR pojawiła się tablica informacyjna opisująca historię wieży Kleista. W 2014 roku poinformowano o sumie 6 mln zł, które Słubice wydadzą na budowę wieży. W 2017 roku przedstawiono wizualizacje budowli, które potwierdziły, że nowa wieża nie będzie w żaden sposób nawiązywała architektonicznie do pierwowzoru, będzie od niego wyższa o 9 metrów oraz będzie stała w nieco innym miejscu – co potwierdziło, że jest to zupełnie nowy projekt architektoniczny, a nie odbudowa wieży w jej pierwotnym kształcie. W marcu 2018 roku podpisano umowę na dofinansowanie budowy wieży Kleista. W listopadzie 2019 roku odbył się przetarg, który wygrała firma, mająca wybudować wieżę. Przeznaczono na budowę ponad 7 mln złotych, mimo że początkowo zakładano sumę 4,82 mln (85% środków miała pokryć Unia Europejska) na inwestycję, jednak żadne przedsiębiorstwo nie było zainteresowane realizacją inwestycji za taką sumę. W maju 2020 roku ruszyła budowa obiektu. W kwietniu 2022 roku budowa wieży została przerwana.
Od początku plan odbudowy wieży budził kontrowersje wśród mieszkańców, ale także i wśród samych radnych. Po ogłoszeniu przez miasto podjęcia decyzji o budowie wieży, inwestycje blokowali mieszkańcy okolicznego osiedla Leśnego, którzy założyli stowarzyszenie, a społeczność miasta zarzucała gminie rozrzutność na niepotrzebne inwestycje kosztem tych oczekiwanych przez obywateli jak m.in. obwodnica, szkodliwość dla środowiska i degradację parku w którym wieża stanie. Przede wszystkim jednak kontrowersje wzbudził sam patron, który był doświadczonym pruskim oficerem, mimo napisania licznych utworów poetyckich, nie związanym ze Słubicami, a tym bardziej nową wieżą, która nie nawiązuje do historycznej, co wytykali mieszkańcy.